# Cladopyxis claytonii
Cladopyxis claytonii is een soort in de taxonomische indeling van de Myzozoa, een stam van microscopische parasitaire dieren. Het organisme komt uit het geslacht Cladopyxis en behoort tot de familie Cladopyxidaceae. Cladopyxis claytonii werd in 1982 ontdekt door Dodge.